# Смышляев, Дмитрий Дмитриевич
Дми́трий Дми́триевич Смышля́ев (22 февраля [5 марта] 1828, Пермь — 15 [27] ноября 1893, Пермь) — российский земский деятель, краевед и историк Пермского края, Почётный член Императорского православного палестинского общества.

## Биография

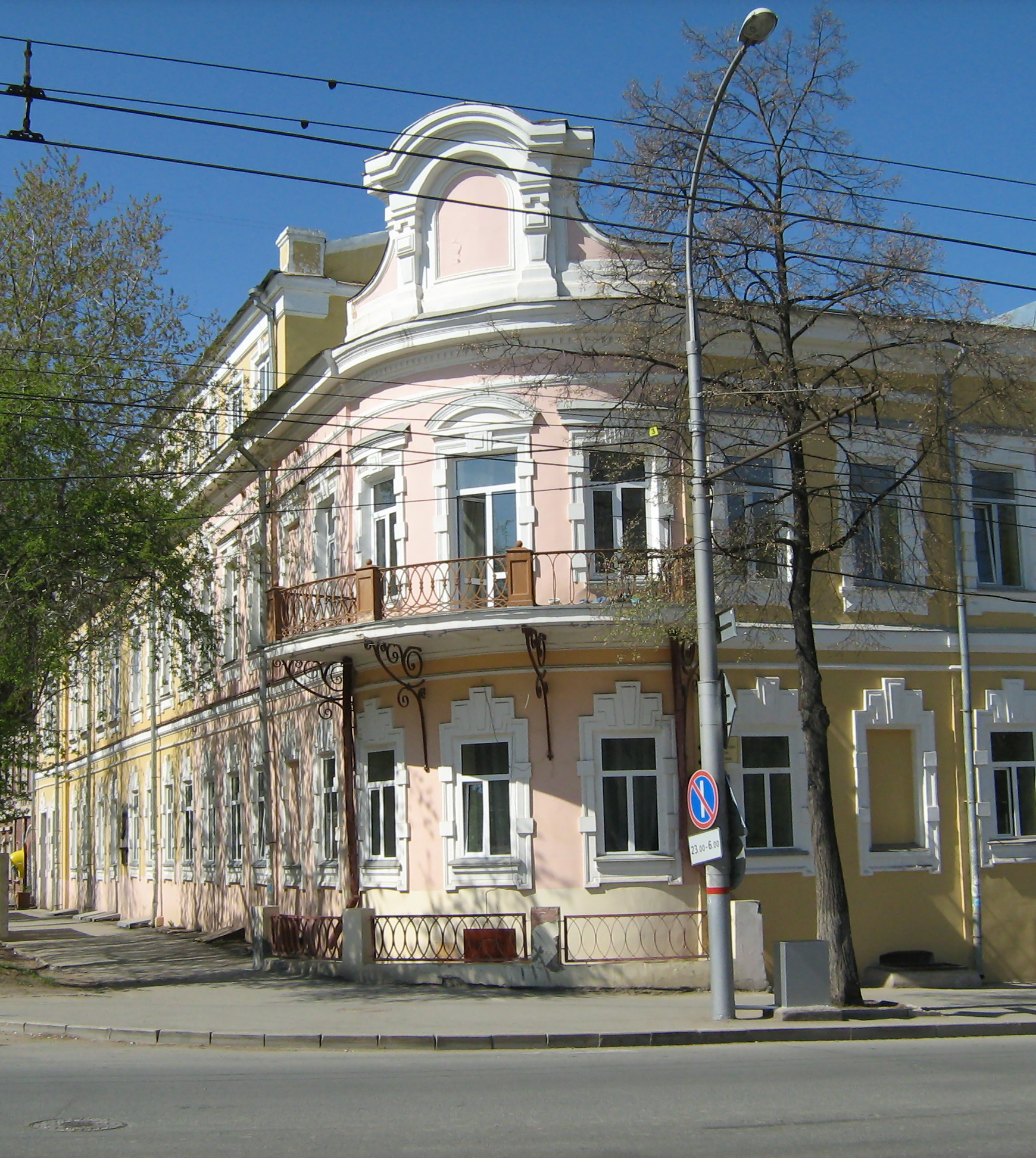
Дом Смышляева — здесь Д. Д. Смышляев жил в 1842—1864 гг

Родился в Перми 22 февраля (5 марта) 1828 года в семье Дмитрия Емельяновича Смышляева, купца I гильдии, городского головы Перми в 1823—1826 годах. Окончив гимназию в 1844 году, занимался коммерческой деятельностью (торговлей), помогая отцу, — до 1857 года. Потом обратился к общественной и просветительской деятельности, изучению местной истории. Принимал активное участие в организации публичных чтений и воскресных школ, в основании Александровской женской гимназии и т. д..
В 1870—1879 годах занимал пост председателя губернской земской управы; выдвинул на первый план вопросы народного образования, медицины и улучшения экономического быта населения. В 1872 году основал «Сборник Пермского земства» и редактировал его до 1878 года, издав 34 выпуска. Позже редактировал неофициальную часть «Пермских губернских ведомостей». Выдвинул идею создания Пермского экономического общества и разработал проекта устава, утверждённого в ноябре 1882 года министром земледелия и государственных имуществ. Однако открытие общества состоялось уже после смерти Смышляева.
В 1885—1889 годах Смышляев жил в Иерусалиме, где по просьбе Императорского Православного Палестинского Общества, стал первым уполномоченным Императорского Православного Палестинского Общества в Иерусалиме. Там, благодаря его усилиям было построено Сергиевское подворье Императорского Православного Палестинского Общества для русских паломников, также начались русские раскопки в старом городе Иерусалима. Иерусалимский патриарх, по достоинству оценив его заслуги, присвоил ему титул «рыцаря гроба Господня».
Вернувшись в 1889 году в Пермь, Д. Д. Смышляев работал секретарём губернского статистического комитета, изучал историю Пермского края.
Скончался 15 (27) ноября 1893 года. Похоронен в Перми на Егошихинском кладбище.

## Семья
- Жена: Смышляева (Васильева)  Мария Петровна, брак 20.07.1856, умерла в Берлине в 1864[6][7].
- от брака было двое детей, которые умерли во младенчестве[6].

## Публикации
В 1858—1860 годах был издан «Пермский сборник» под редакцией Смышляева, посвящённый истории, этнографии и статистике Пермского края.
Другие публикации:
- «Пермский Сборник» (М., 1858 и 1860);
- «Источники и пособия для изучения Пермского края» (Пермь, 1876);
- «Записка к проекту Пермско-Уральской железной дороги» (СПб., 1870);
- «На пути к Синаю» (Пермь, 1878);
- «Синай и Палестина» (Пермь, 1877);
- «Мёртвое море и нечестный Пентаполь по новейшим исследованиям» (Пермь, 1881);
- «Сборник статей о Пермской губернии» (Пермь, 1891);
- «Лжеучитель Мензелин» («Вестник, изд. археологическим институтом», 1886, кн. V);
- «Писательница Е. А. Словцова-Камская» (Исторический вестник, 1881, № 5);
- «К истории судоходства в Зауралье» («Пермские Губернские Ведомости», 1877, № 79 и 80);
- «Библиографические сведения о разных изданиях, касающихся Пермской губернии» (ib., 1882, № 9—43, и 1883, № 5);
- «Материалы для истории Пермской губернии и города Перми» (ib., 1883, № 1—3);
- «Сибирский тракт и дороги Западной Европы» (ib., 1886, № 5 и 6);
- «Указатель статей о Пермской губ.» (Пермь, 1885). См. III том «Пермского Края» (Пермь, 1895);
- «Пермские Губернские Ведомости» за 1893 г., № 100 и 101, и VI выпуск «Сборника материалов для ознакомления с Пермской губ.» (Пермь, 1894).